# Aleksander Wierzbiłłowicz
Aleksander Wierzbiłłowicz, ros. Александр Валерианович Вержбилович Aleksandr Walerianowicz Wierżbiłowicz (ur. 27 grudnia 1849?/8 stycznia 1850 w Petersburgu, zm. 2 marca?/15 marca 1911) – polski wiolonczelista i pedagog muzyczny, działający w Rosji.

## Życiorys
Był synem Waleriana Wierzbiłłowicza, nauczyciela geografii i wiolonczelisty-amatora pochodzącego z Mohylewa. Studiował u Karła Dawydowa (wiolonczela) i Leopolda Auera (kameralistyka) w Konserwatorium Petersburskim, które ukończył w 1871 roku ze srebrnym medalem. W latach 1875–1877 koncertował w Paryżu, po powrocie do Petersburga zastępował Dawydowa na stanowisku koncertmistrza opery włoskiej. Następnie w latach 1882–1885 był koncertmistrzem opery rosyjskiej. Od 1887 do 1911 roku prowadził klasę wiolonczeli w Konserwatorium Petersburskim. W 1893 roku na zaproszenie Antona Rubinsteina uczestniczył w Concerts populaires w Paryżu, po czym odbył tournée koncertowe, odwiedził Neapol, Wiedeń, Berlin, Lipsk i Kopenhagę. Po powrocie do Rosji grał w Petersburgu, Moskwie, Kijowie, Charkowie, Odessie, Mińsku, Kursku i Jelizawetgradzie. Grał także w Polsce, w Warszawie, Wilnie i Łodzi. Występował w triach fortepianowych z Leopoldem Auerem i Anną Jesipową oraz Aleksandrem Michałowskim i Stanisławem Barcewiczem. W latach 1880–1905 był członkiem kwartetu Rosyjskiego Towarzystwa Muzycznego w Petersburgu, z którym dokonał prawykonań sekstetów smyczkowych Piotra Czajkowskiego (1872) i Reinholda Gliera (1902). Przyjaźnił się z wieloma muzykami, Aleksandr Głazunow napisał dla niego 3 miniatury, Nikołaj Rimski-Korsakow natomiast Serenadę na wiolonczelę i fortepian.